# Orthotrichum meyenianum
Orthotrichum meyenianum là một loài rêu trong họ Orthotrichaceae. Loài này được Hampe mô tả khoa học đầu tiên năm 1851.